# This Is What the Edge of Your Seat Was Made For
This Is What the Edge of Your Seat Was Made For — перший міні-альбом британського рок-гурту Bring Me the Horizon. Він вийшов 25 вересня 2004 року через Thirty Days of Night Records в Австралії та 30 січня 2005 року через Visible Noise Records у Великобританії. Перевидання Visible Noise містить дещо змінене оформлення обкладинки альбому.

## Список композицій
| #     | Назва                                         | Тривалість |
| ----- | --------------------------------------------- | ---------- |
| 1.    | «RE: They Have No Reflections»                | 5:42       |
| 2.    | «Who Wants Flowers When You're Dead? Nobody.» | 4:54       |
| 3.    | «Rawwwrr!»                                    | 4:13       |
| 4.    | «Traitors Never Play Hangman»                 | 3:37       |
| 18:27 |                                               |            |

## Учасники запису
- Олівер Сайкс — вокал
- Лі Маліа — соло-гітара
- Кьортіс Вард — ритм-гітара
- Метт Кін — бас-гітара
- Метт Ніколлс — ударні